# ويل سولومون
ويل سولومون (بالإنجليزية: Will Solomon)‏ مواليد 20 يوليو 1978 في هارتفورد، هو لاعب كرة سلة محترف أمريكي بدأ مسيرته الاحترافية في سنة 2001 حيث تم اختياره من قبل فريق ميمفيس غريزليس خلال الدرافت، يلعب في الدوري الفرنسي لكرة السلة الدرجة الأولى ويحمل الرقم 5. يبلغ طوله 6 قدم 1 بوصة (1.9 م).

## فرق لعب لها
- ميمفيس غريزليس
- مكابي تل أبيب لكرة السلة
- فنربخشة لكرة السلة
- تورونتو رابتورز
- سكرامنتو كينغز

## إحصائيات المسيرة

### الرابطة الوطنية لكرة السلة

#### الموسم الاعتيادي
| السنة   | الفريق          | لعب | بدأ | دقيقة | ميداني% | ثلاثية | حرة  | ارتداد | صنع | استلاب | تصدي | نقطة |
| ------- | --------------- | --- | --- | ----- | ------- | ------ | ---- | ------ | --- | ------ | ---- | ---- |
| 2001–02 | ميمفيس غريزليس  | 62  | 4   | 14.1  | .341    | .284   | .671 | 1.1    | 1.5 | .6     | .1   | 5.2  |
| 2008–09 | تورونتو رابتورز | 39  | 9   | 13.9  | .436    | .263   | .833 | 1.1    | 3.2 | .5     | .1   | 4.9  |
| 2008–09 | سكرامنتو كينغز  | 14  | 0   | 12.0  | .406    | .448   | .500 | 1.5    | .7  | .5     | .0   | 5.0  |
| المسيرة |                 | 115 | 13  | 13.8  | .378    | .298   | .692 | 1.1    | 2.0 | .5     | .1   | 5.1  |

## روابط خارجية
- ويل سولومون على موقع الدوري الأوروبي لكرة السلة (الإنجليزية)
- ويل سولومون على موقع إن بي أي (الإنجليزية)
- ويل سولومون على موقع سبورتس رفرنس (الإنجليزية)
- ويل سولومون على موقع كرة السلة الأوروبية.كوم (الإنجليزية)
- ويل سولومون على موقع DraftExpress.com (الإنجليزية)
- ويل سولومون على موقع كلية كرة السلة في سبورتس رفرنس.كوم (الإنجليزية)
- ويل سولومون على موقع ريلجم (الإنجليزية)
- ويل سولومون على موقع بروبوليرز (الإنجليزية)
- ويل سولومون على موقع سبورتس رفرنس (الإنجليزية)